# 미녀 삼총사
《미녀 삼총사》(美女三銃士)는 1976년부터 1981년까지 미국 ABC 네트워크 채널에서 방영된 범죄 액션 드라마이다. 원제는 찰리의 천사들(Charlie's Angels)이다. 아이번 고프와 벤 로버츠가 제작했다. 미녀 삼총사는 찰리 탐정 사무소에 소속하는 3명의 여성 탐정들이며 이 여성 탐정들이 신분을 숨기고 때로는 변장을 하고 사건을 해결해 나간다.
최초에 케이트 잭슨, 파라 포셋, 재클린 스미스가 삼총사를 이루었으며 각각 사브리나, 질, 켈리 역을 맡았다. 시즌이 진행됨에 따라 포셋과 잭슨이 하차하고, 셰릴 래드, 셸리 핵, 태니아 로버츠가 합류했으며, 각각 크리스, 티퍼니, 줄리 역을 맡았다. 데이비드 도일과 찰리 타운젠드는 그들의 조력자인 존과 찰리 역할로 개근하였다.
종영 후 20년이 지나 맥지 감독이 극장판으로 제작했다. 리부트나 리메이크가 아닌 원작의 설정을 그대로 잇는 속편으로 만들어졌으며, 《미녀 삼총사》(2000)와 《미녀 삼총사: 맥시멈 스피드》(2003) 두 편이 제작되었다. 《맥시멈 스피드》에는 원작 TV판의 주연 배우였던 재클린 스미스가 직접 같은 역할로 출연하기도 했다. 2011년에 리부트판이 나왔지만 조기 캔슬되었고 2016년 엘리자베스 뱅크스 감독의 연출로 새 영화 제작이 발표되었다.

## 출연진과 배역
| 배우                     | 배역          | 등장 시즌 | 등장 시즌 | 등장 시즌 | 등장 시즌 | 등장 시즌 | 연도      |
| 배우                     | 배역          | 1         | 2         | 3         | 4         | 5         | 연도      |
| ------------------------ | ------------- | --------- | --------- | --------- | --------- | --------- | --------- |
| 케이트 잭슨              | 사브리나 덩컨 | 주역      | 주역      | 주역      |           |           | 1976-1979 |
| 파라 포셋                | 질 먼로       | 주역      |           | 게스트    | 게스트    |           | 1976-1977 |
| 재클린 스미스            | 켈리 개릿     | 주역      | 주역      | 주역      | 주역      | 주역      | 1976-1981 |
| 셰릴 래드                | 크리스 먼로   |           | 주역      | 주역      | 주역      | 주역      | 1977-1981 |
| 셸리 핵                  | 티퍼니 웰스   |           |           |           | 주역      |           | 1979-1980 |
| 타니아 로버츠            | 줄리 로저스   |           |           |           |           | 주역      | 1980-1981 |
| 데이비드 도일            | 존 보즐리     | 주역      | 주역      | 주역      | 주역      | 주역      | 1976-1981 |
| 존 포사이드(목소리 출연) | 찰리 타운젠드 | 주역      | 주역      | 주역      | 주역      | 주역      | 1976-1981 |